# El Cascalote, Puebla
El Cascalote är en ort i Mexiko.   Den ligger i kommunen Chietla och delstaten Puebla, i den sydöstra delen av landet, 110 km sydost om huvudstaden Mexico City. El Cascalote ligger 1 175 meter över havet och antalet invånare är 221.
Terrängen runt El Cascalote är kuperad västerut, men österut är den platt. Runt El Cascalote är det ganska glesbefolkat, med 28 invånare per kvadratkilometer. Närmaste större samhälle är Izúcar de Matamoros, 16,8 km öster om El Cascalote. I omgivningarna runt El Cascalote växer huvudsakligen savannskog.